# Bascos
Els bascos (o bascs) són un grup ètnic que habita majoritàriament al País Basc (en basc: Euskal Herria) situat a l'extrem oest del Pirineu i al nord del riu Ebre, i en conseqüència són una minoria nacional, reconeguda com nacionalitat a l'Estatut d'autonomia de 1979. En les llengües que s'hi parla, són coneguts com a: euskaldunak (bascoparlants) o euskotarrak (neologisme creat per Sabino Arana per designar els nadius del País Basc) en basc, les Basques en francès, los vascos en castellà i los bascos en occità gascó.

## Classificació

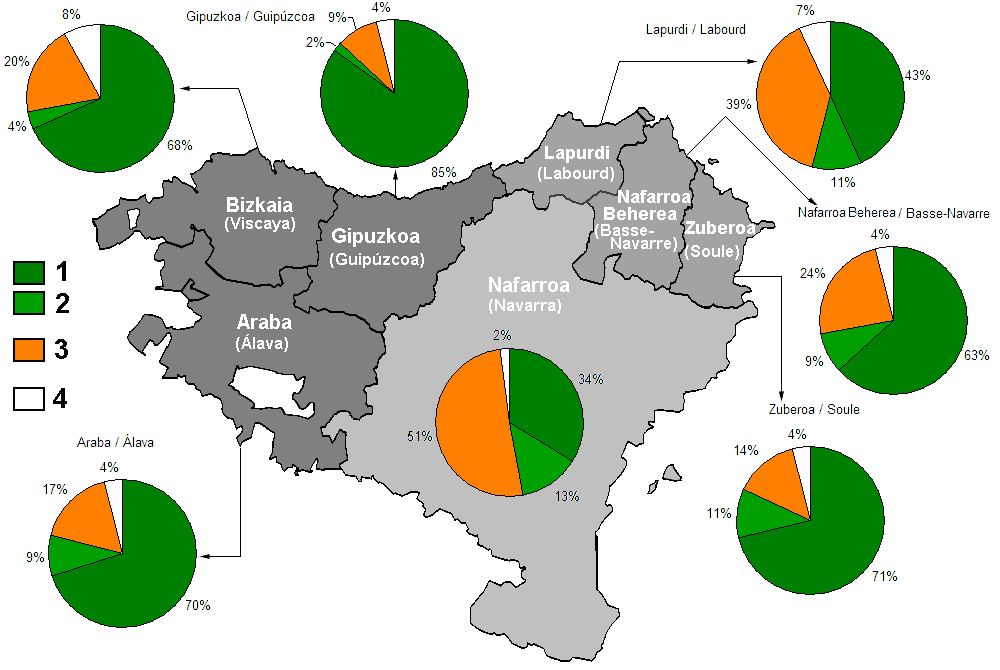
Sentiment basc al País Basc

Tenen trets diferenciadors pel que fa a tipologies sanguínies, la cultura, i sobretot la llengua, d'arrels no indoeuropees, en clar contrast amb les llengües romàniques dels seus veïns i la resta de pobles coneguts.
Existeix un fort sentiment nacionalista entre els bascos, especialment els residents a l'estat espanyol, que s'identifiquen més fermament com a bascs que com a espanyols o francesos. Malgrat això, una gran part dels bascos se senten tant bascs com espanyols (o francesos, en els casos dels bascs del cantó francès). Molts bascos consideren la designació de «minoria ètnica» com a incompleta, i afavoreixen, en canvi, la definició com a nació.
Actualment viuen en una zona altament industrialitzada; les diferències culturals amb la resta d'Europa són inevitablement difuminades, encara que roman molt forta la consciència d'una identitat cultural pròpia, com també la identificació amb la seva pàtria, fins i tot en molts bascs que han emigrat a altres zones de l'estat espanyol o francès, o en altres parts del món (l'anomenada diàspora basca).

## Història[calcitació]
Els historiadors romans afirmen que el territori basc era habitat des de temps preromans per diverses tribus la llengua dels quals no entenien. La distribució regional d'aquestes tribus difereix entre els historiadors. Tanmateix, s'accepta la teoria que els bascos són un romanent dels primers habitants del Paleolític de l'Europa occidental, específicament dels habitants de la regió francocantàbrica. Estrabó i Plini el Vell esmenten en els seus escrits les tribus basques, incloent-hi els vascons i els aquitans, entre d'altres. Hi ha prou evidència per afirmar que ja s'hi parlava un protobasc.
Durant l'alta edat mitjana els territoris entre l'Ebre i el Garona eren coneguts com a Bascònia i s'unificaren sota els ducs de Bascònia durant un període. Després de les invasions dels musulmans a la península Ibèrica i l'expansió francesa sota Carlemany, el territori es fragmentà. El Regne de Pamplona va emergir com el principal estat del territori al segle ix. Seria sota Sanç III el Gran que el Regne de Pamplona assoliria la seva màxima extensió territorial, però després de la seva mort, el 1035, els seus fills no varen respectar el seu testament, que atorgava el regne al primogènit, i després de moltes lluites, van dividir el territori, la qual cosa va donar lloc a una nova estructura política al segle xii, formada pels regnes de Navarra, Aragó i Castella. Durant l'alta edat mitjana, Biscaia s'uneix voluntàriament al Regne de Castella.
El 1200, el Regne de Navarra va perdre els actuals territoris d'Àlaba, Guipúscoa i el Duranguesat, que són annexionats pel monarca castellà. Així, doncs, Navarra, separada dels altres territoris peninsulars del País Basc, va orientar la seva política d'expansió cap al nord i l'est, als territoris fronterers amb França i Aragó. Navarra, va ser annexionada parcialment al Regne de Castella durant els segles xi i xii, i gairebé completament durant 1512 i 1521. La resta del territori del nord va ser annexionada per França. Les tres províncies de l'actual Euskadi, que s'havien unit voluntàriament al Regne de Castella intermitentment, van donar suport a la integració de Navarra amb Castella.
Navarra, Àlaba, Guipúscoa i Biscaia van conservar els seus furs. Aquesta situació perdurarà fins al segle xix, data en què van ser parcialment suprimits per Antonio Cánovas del Castillo després de la derrota carlina. Durant el franquisme, només Àlaba i Navarra van conservar part dels seus antics furs, però van ser derogats en les altres dues províncies per decret del 23 de juny del 1937 en ser considerades «traïdores» per no donar suport a la revolta feixista, i fou suprimit el primer Estatut d'Autonomia Basc. Aquest decret va ser parcialment modificat el 6 de juny del 1968, en què se suprimiren els paràgrafs ofensius per a Guipúscoa i Biscaia, però se'n conservaren la resta dels articles. Va ser finalment derogat el 30 d'octubre del 1976.
Avui dia el País Basc està format per la comunitat homònima, per la comunitat foral de Navarra i per les províncies del sud de l'estat francès.

## Traducció del terme
- En basc es diuen Pàtria herritarrak (gentilici d'Euskal Herria), euskaldun ak ('que parlen basc') o euskotarrak ('bascos ètnics').
- En espanyol, vascos.
- En francès i anglès, Basques.
- En català, bascos.
- En occità i portuguès, bascos.
- En alemany, Basken.
- En italià, Baschi.
- En hongarès, baszkok.
- En grec, Bάσκοι (váski).

## Consideracions prèvies sobre aspectes polèmics
Al llarg del segle xx i en l'actualitat, els bascos mantenen una polèmica interna i amb la resta de pobles amb els quals es relacionen sobre la naturalesa, extensió i conseqüències de la condició basca.
Les tendències constitucionalistes, no nacionalistes basques i nacionalistes espanyoles sostenen que els bascos són part integrant de la nació espanyola, constituïts en les províncies d'Àlaba, Guipúscoa i Biscaia, segons es recull en l'article 7.1 de l'Estatut d'Autonomia del País Basc, que diu:
| « | Als efectes d'aquest Estatut tenen la condició política de bascos els qui tinguin el veïnatge administratiu, d'acord amb les lleis generals de l'Estat, en qualsevol dels municipis integrats en el territori de la Comunitat Autònoma. | » |

Hi ha una altra tendència allunyada de posicionaments polítics, per la qual es diu bascos els habitants o oriünds de la regió sociocultural situada a banda i banda dels Pirineus que ocupa territoris de Biscaia (Biscaia), Guipúscoa (Guipúscoa), Àlaba (Àlaba) i Navarra (Nafarroa) a l'estat espanyol, i de Sola (Zuberoa, Soule), Baixa Navarra (Nafarroa Beherea, Basse Navarre) i Lapurdi (Labourd) a l'estat francès. S'entén que el nom Euskal Herria o Bascònia comprèn aquest territori i els seus habitants.
Per contra, les tendències nacionalistes i independentistes, que defensen l'existència del basc com a condició nacional més que com a mer grup ètnic, promouen el reconeixement de la condició de basc als naturals de les tres províncies que integren la Comunitat Autònoma del País Basc, els que integren la Comunitat Foral de Navarra, de les antigues províncies franceses de Baixa Navarra, Lapurdi i Sola, denominades col·lectivament Iparralde, com també els integrants de la diàspora basca repartida pel món. Enmig de la polèmica, la major part de la societat de Navarra està conforme amb l'actual situació política que afirma la divisió en dues comunitats autònomes diferenciades, independentment del seu sentiment identitari.

## Etimologia de la paraulabasc
La paraula catalana basc ve del llatí uasco (tema en-n, oblic vascó, plural Enciclopèdia Auñamendi. BASC] 
| « | El gentilici "vascó". El gentilici català actual basc deriva del llatí (també en transcripció grega) uasco, tema en-n, oblic vascó, plural vascons, tots ells accentuats a la síl·laba inicial (vascó, vascons), bascli en síncope. Referent a això adverteix Michelena (1984) "no hem d'oblidar que el text no està en romanç, de manera que lat. uasco és diferent fins per la forma de cat., etc., basc "i que" en llatí no és sinó el cas recte, desproveït, d'acord amb un esquema freqüent en aquesta llengua, de la nasal d'altres casos, entre els quals hi ha tots els del plural, inclòs el nominatiu-vocatiu". | » |

Una de les teories sobre l'origen del llatí basc és que ve del llatí boscus o buscus, que significa 'bosc'. Llavors vascons significaria el 'poble que viu al bosc'. Però aquesta etimologia es considera avui dia provadament errònia, ja que boscus o buscus en llatí és una paraula de l'edat mitjana, derivada probablement d'arbustus, sota la possible influència del germànic Busk o Bosk, d'origen també desconegut.
Una altra teoria semblant és que el llatí basc significa 'del bosc' i ha derivat en el basc modern basoko (baso- significa 'bosc', i -ko és la terminació que indica possessiu / genitiu). Tenint en compte que basoko és una paraula del basc modern, que pot haver estat molt diferent fa 2.000 anys, aquesta etimologia, que en temps va ser popular entre els bascos, està avui dia totalment desacreditada pels investigadors.

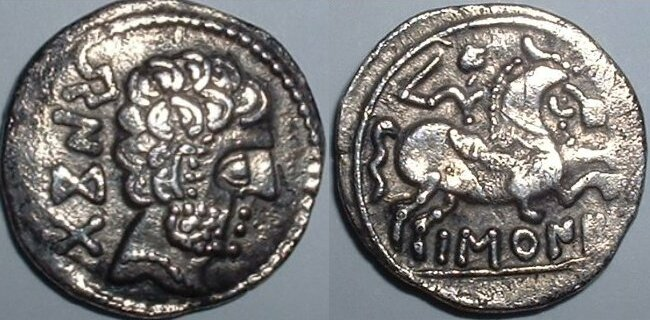
Moneda ibèrica amb la inscripció ? (baśkun[es]) en el revers

Per afegir misteri a l'origen de la paraula, diverses monedes dels segles I i II aC que es van trobar al nord de l'estat espanyol portaven la inscripció Bascunes escrita en alfabet iber. L'origen d'aquest terme és desconegut, podent ser tant d'origen basc, com un apel·latiu usat pels seus veïns celtes sobre els ibers. La seca d'origen no és segura, però podria ser Pamplona o Rocafort de Queralt, àrea en la qual els historiadors creuen que vivien els bascos.
Avui dia es creu que el llatí basc ve d'una arrel basca i aquitana emprada per aquests pobles per citar-se a si mateixos. Aquesta arrel és eusk-, que és molt propera al llatí basc. També va existir un poble aquità al qual els romans van anomenar ausci, i que sembla venir de la mateixa arrel.

## Bascos, euskalduns i basc
Tradicionalment en èuscar o basc, els bascos o parlants de la llengua basca es diuen a si mateixos en plural euskaldunak, en singular euskaldun, format de l'arrel euskal- ('llengua') i el sufix de tinença -dun ('posseïdor'): literalment significaria 'posseïdor de l'èuscar' o 'el que té l'èuscar', que es tradueix al català com 'bascoparlant'.
De la mateixa manera, els parlants de la llengua basca o euskalduns ("euskaldunak") anomenen la resta dels no parlants de la llengua basca o parlants d'altres idiomes en plural erdaldunak, en singular erdaldun, format amb l'arrel Erdal- ('idioma aliè o estrany a l'èuscar') i el sufix -dun ('posseïdor'): literalment significa 'posseïdor de l'erdara' o 'el que té l'erdara'; no hi ha una traducció exacta al català d'aquest terme, el més proper seria 'parlant de l'erdara', i "erdara" són tots els idiomes existents llevat l'èuscar. En èuscar el terme "erdaldun" és semblant al del "bàrbar", que els antics grecs utilitzaven per denominar la resta de nacions o països que es trobaven fora de la cultura hel·lènica o del món grec; el seu significat era una mena d''estrany' o 'estranger', algú que no parlava l'idioma grec.
Cal ressaltar que no tots els bascos parlen basc (euskaldunak), i que no tots els que parlen basc són bascos (els no bascos que aprenen basc són també euskaldunak). Però el terme "euskaldun" s'utilitza (encara que malament etimològicament) tant per bascos que no parlen basc, com per bascos i no bascos que sí que el parlen.
Al segle xix, Sabino Arana, per remeiar aquesta ambigüitat, va encunyar un neologisme carregat de sentit polític, la paraula euskotar, en plural euskotarrak, que significa persona ètnicament basca, parli o no basc. Però aquest terme ja no s'utilitza en la parla actual.
També s'utilitza Pàtria herritar, que és el gentilici d'Euskal Herria.
Aquestes paraules basques són l'origen del nom que els bascos utilitzen per designar la seva llengua: euskara. Els investigadors moderns han reconstruït la pronunciació i el vocabulari del basc antic, i Alfonso Irigoyen proposa que la paraula euskara procedeix del verb "dir" en basc antic, que es pronunciava enautsi (mantinguda en formes verbals com el biscaí dinotzat, jo li dic), i del sufix - (k) ara ('forma de fer alguna cosa'). Per tant, euskara significaria literalment 'forma de dir', 'forma de parlar'. Es troben evidències d'aquesta teoria en el llibre Compendi historial escrit el 1571 per l'escriptor basc Esteban de Garibay, que va escriure com a nom nadiu de la llengua basca "enusquera". No obstant això, com la majoria dels temes relacionats amb la història basca, aquesta hipòtesi no és totalment segura.
Al segle xix, l'activista nacionalista basc Sabino Arana va pensar que l'arrel original d'Euzko era eguzkiko ('del Sol', donant a entendre una religió solar). I des d'aquí va crear el neologisme Euskadi per al seu País Basc independent. Aquesta teoria està avui dia totalment desacreditada, i l'única etimologia seria la d'enautsi i - (k) ara, però el neologisme Euzkadi, en la seva escriptura regularitzada Euskadi, és àmpliament emprat en basc i en català.

## Genètica
Durant un temps s'ha pensat que els bascos eren genèticament diferents de les poblacions pròximes, i un estudi realitzat el 2010 indicava amb els seus resultats que no ho eren.